# Oko Ra

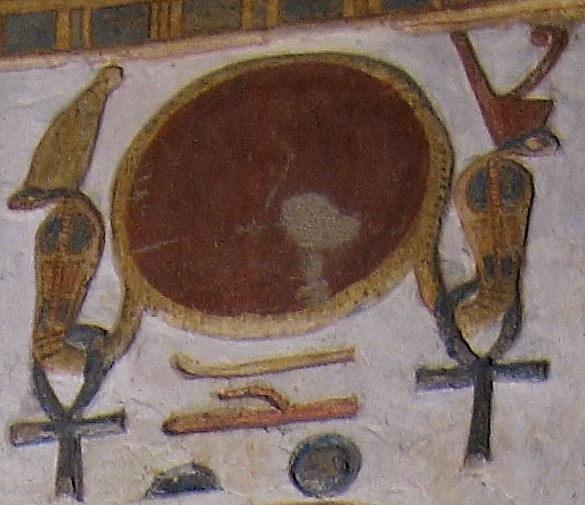
Oko Ra na reliefie w Świątyni Chonsu w Karnaku

Oko Ra – czczony w starożytnym Egipcie potężny symbol, któremu przypisywano moc ochronną przed złem. W mitologii egipskiej występowało jako kobiecy odpowiednik boga Ra i miało moc podporządkowania i niszczenia wrogów słońca. Było też identyfikowane – w zależności od sytuacji – z boginiami panteonu egipskiego (groźną mścicielką, kochającą córką itd.). Jako symbol władzy było utożsamiane z Okiem Wadżet lub uzdrawiającym Okiem Horusa.

## Mitologia
Fragmenty mitów z okresu predynastycznego i wczesnodynastycznego znane są z późniejszych źródeł pisanych i ikonograficznych. Jednym z najstarszych bóstw egipskich był Horus w postaci sokoła z prawym okiem słońcem i lewym – księżycem. Lot sokoła w przestrzeni związany był z upływem czasu. Wierzenie to wpłynęło na późniejsze wyobrażenia Egipcjan o bóstwach. Solarna kosmogonia heliopolitańska nie przyjęła wyższości sokoła nad słońcem i utożsamiła go z Ra. Tak pojawił się Re-Hor-Achte („mieszkaniec horyzontu”) ze słonecznym okiem. Horus został bóstwem lunarnym.
Przed powstaniem świata Oko Ra zostało utracone. W jednej wersji mitu było zgubionym dzieckiem słońca, w innej – Ra wysłał go na poszukiwanie swoich dzieci Szu i Tefnut. Gdy długo nie wracało, Ra stworzył sobie inne oko. Po powrocie pierwsze Oko Ra rozpłakało się z żalu, lub to Ra rozpłakał się ze szczęścia. Z wylanych łez powstali ludzie. W trzeciej wersji Oko zezłościło się, dlatego Ra zamienił je w ureusza, którym się ukoronował. Z tego powodu ureusz ma taką siłę niszczącą. Z Okiem na czole Ra wynurzył się po raz pierwszy z praoceanu Nun na Wyspę Pożogi na wschodzie.
Według kosmogonii heliopolitańskiej Atum stworzył pierwszą parę bogów – Szu i Tefnut-Maat. Dzięki Tefnut Atum stworzył świat i bogów, po czym bogini stała się słonecznym Okiem Ra i jako Maat strzegła prawa i sprawiedliwości.
Mimo zjednoczenia Egipt administracyjnie dzielił się na dwie części: Górną i Dolną, co zostało odzwierciedlone też w mitologii. Opiekę nad każdą z nich i nad faraonem sprawowały córki Ra: była Nechbet (Górny Egipt) i bogini-kobra Wadżet (Dolny Egipt). Obie nazywane były Okiem Ra. Dodatkowo Wadżet miała własne oko, najbardziej skomplikowany symbol mitologii egipskiej. Jedną z dwóch głównych hipostaz Oka Wadżet było Oko Ra – uosobienie władzy i potęgi (drugą – Oko Horusa). Ponieważ Oko Ra przedstawiane także było w postaci kobry-ureusza, identyfikowane było z boginią Wadżet. W tej postaci czuwało nad zachowaniem sprawiedliwości i ładu, niszcząc wrogów porządku Wszechświata. Słoneczna hipostaza Oka Wadżet (czyli Oko Ra) utożsamiana była także z Maat, Nechbet, Hathor i boginiami, które przedstawiano jako lwice (np. Mehit, Sechmet, Tefnut).
Potężna bogini o głowie lwicy, Sechmet, jako uosobienie siły Oka Wadżet niekiedy przyjmowała hipostazę swojej łagodnej siostry Hathor, bogini miłości, radości, muzyki, macierzyństwa itd. W tej postaci była ukochaną córką Ra, jego Okiem na dziobie łodzi, które niszczyło wrogów słońca podczas niebiańskiej podróży. Było ranione lub przełykane przez węża Apopa, odwiecznego wroga boga słońca. Leczyła je wtedy magia Thota. Egipcjanie świętowali uzdrowienie oka w dniu przesilenia letniego.
Pewnego razu Hathor pokłóciła się z ojcem, przyjęła oblicze dzikiej kotki i jako Hathor-Tefnut uciekła do Nubii. Z powrotem sprowadził ją Thot w postaci pawiana. Niedługo po tym Ra zestarzał się. Przeciwko niemu wystąpili ludzie. W gniewie Ra skierował na nich swoje Oko, jednak ludzie ukryli się za skałami. Wtedy Ra rozkazał swojemu Oku Hathor zmienić się w lwicę i jako Sechmet ukarać buntowników. Lwica nie zamierzała przestawać w niszczeniu ludzkości i tylko podstępem udało się ją ułagodzić.
W wersji mitu o Ozyrysie z okresu Nowego Państwa, powstałym pod wpływem doktryny heliopolitańskiej, przedmiotem sporu między Setem a Horusem było nie Oko Horusa (będące Okiem Wadżet, które Izyda podstępnie odebrała Ra), a Oko Ra jako symbol władzy nad Egiptem, o którą walczyli brat i syn Ozyrysa. W jednym z etapów walk Horus wskrzesił ojca za pomocą Oka Ra. Spór o schedę ostatecznie wygrał Horus.
Spoza głównych bóstw panteonu egipskiego hipostazą Oka Ra była córka słońca Satis, bogini urodzaju i opiekunka faraonów. To ona strzegła wejścia do krainy Duat, obmywała faraona w Nilu i rozkazywała wodom rzeki użyźniać ziemię.

## Rytuały

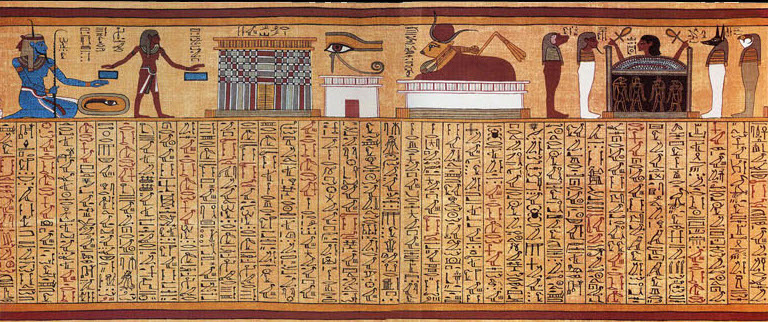
Fragment Papirusu Ani z wynurzającym się z praoceanu Okiem Ra (z lewej)

Symbolika Oka Ra występowała w obrzędach pogrzebowych. Po dokonaniu balsamowania ciała i włożeniu mumii do trumny procesja udawała się na zachodni brzeg Nilu. Trumnę stawiano na ziemi przed wejściem do grobowca, po czym bogowie krainy Duat dokonywali rytuału otwarcia ust, nawiązującego do mitu o wskrzeszeniu Ozyrysa, kiedy Horus dał mumii ojca przełknąć swoje Oko. Zanim kapłan w masce sokoła (personifikacja Horusa) dotykał swoją laską ust mumii, dokonywał obrzędu poszukiwania Oka Wadżet. W tym momencie Oko Wadżet występowało jednocześnie w dwóch swoich hipostazach – jako Oko Horusa i Oko Ra, które strzegło duszy Ba przez 70 dni w czasie trwania mumifikacji ciała.
Wierzono, że Oko Ra było w stanie obdarzyć siłą i uleczyć. Symbol Oka Ra (lub oczu) umieszczano na sarkofagach, bokach łodzi, stelach, ubraniach, noszono jako amulety. Ureusz w koronie faraona, który także uważano za Oko Ra, jako Prawe Palące Oko Ra niszczy wrogów. Lewemu Oku – Uzdrawiającemu, które w tradycji późniejszych przypisywano Horusowi jako spadek po ojcu Ozyrysie i dziadku Ra, nadawano właściwości lecznicze.

## Ikonografia
Oko Ra przedstawiane jest jako oko sokoła – dla przykładu, znajduje się w scenie z Bóstwem Milionów Lat (Ra) z Papirusu Ani w Muzeum Brytyjskim, na której przedstawiony jest praocean Nun i Huh z wyciągniętą ręką w geście opiekuńczym nad Okiem Ra. Ikonografia ta jest oddźwiękiem pierwotnej kosmogonii egipskiej, która czerpała swoje symbole ze świata przyrody.